# Jesse Cook
Jesse Arnaud Cook (París, 28 de noviembre de 1964) es un guitarrista, compositor y productor musical canadiense. Su música se caracteriza por incorporar elementos como la rumba flamenca, el jazz y otras músicas del mundo. A lo largo de su carrera ha sido galardonado con un Premio Juno, así como varios premios al guitarrista del año en la especialidad de Smooth Jazz. Ha grabado con sellos como EMI, E1 Music y Narada, acumulando más de un millón y medio de discos vendidos en todo el mundo.

## Biografía
Hijo del fotógrafo y cineasta John Cook y de la directora y productora de televisión  Heather Cook, sobrino del fotógrafo Arnaud Maggs, Jesse Cook pasó los primeros años de su vida entre París, el sur de Francia y Barcelona.
Tras la separación de sus padres, Cook y su hermana regresaron con su madre a su país natal, Canadá, donde tomó clases de guitarra en la academia de Eli Kassner en Toronto. Siendo todavía adolescente, su pardre de instaló en Arlés en la región de Camarga, compartiendo vecindario con Nicolás Reyes, vocalista del grupo de rumba flamenca Gipsy Kings. Durante sus frecuentes visitas a Arlés, Jesse Cook se interesó cada vez más por el género flamenco y la rumba que se escucha en las terrazas de los cafés del barrio gitano de la ciudad.
De vuelta a casa, continuó sus estudios de guitarra clásica y jazz en el Royal Conservatory of Music y en la Universidad de York, y posteriormente en el Berklee College of Music en Estados Unidos. A menudo ha bromeado con que luego intentó desaprender todo mientras se sumergía en las tradiciones orales de la música gitana.
Tras la publicación en Canadá en 1995 de su álbum debut, Tempest, participó en el Catalina Jazz Festival en la Isla Santa Catalina (California). Tempest alcanzó el puesto número 14 de la lista Billboard.
En 1998, Cook fue nominado a un premio Juno como mejor artista instrumental del año. En 2001 fue galardonado con un Premio Juno al mejor álbum instrumental por Free Fall, y estuvo nominado además en la categoría de mejor artista masculino. En 2009 de nuevo como mejor artista masculino y en  Juno Nomination for Best Male Artist. In 2001, Cook won a Juno Award in the Best Instrumental Album category for Free Fall. En 2009, recibió de la revista Acoustic Guitar la distinción de plata en la categoría de Flamenco (el oro fue para Paco de Lucia). Ha sido tres veces ganador del Premio Canadian Smooth Jazz al guitarrista del año.

## Discografía

### Álbumes de estudio
- Tempest
- Gravity
- Vertigo
- Free Fall
- Nomad
- Frontiers
- The Rumba Foundation
- The Blue Guitar Sessions
- One World
- Beyond Borders
- Libre

### Álbumes en directo
- Montreal (2004)

### Álbumes recopilatorios
- The Ultimate Jesse Cook (2005)
- Greatest Hits (2010)

### Vídeos
- One Night at the Metropolis (2007) DVD – EMI[5]

|Platinum
- The Rumba Foundation (2009) DVD – EMI[7]
- Jesse Cook: Live in Concert (2012) DVD
- Jesse Cook: Live at the Bathurst Street Theatre (2013) DVD

## Colaboraciones
- Enchantment (2001) Charlotte Church
- Camino Latino (2002) Liona Boyd
- Seed (2003) Afro Celt Sound System

## Apariciones
- Guitar Music For Small Rooms (1997) (WEA)
- Gypsy Passion: New Flamenco (1997) (Narada)
- Narada Smooth Jazz (1997) (Narada)
- The Next Generation: Explore Our World (1997) (Narada)
- Narada Film and Television Music Sampler (1998) (Narada)
- Narada Guitar: 15 Years of Collected Works (1998) (Narada)
- Gypsy Soul: New Flamenco (1998) (Narada)
- Obsession: New Flamenco Romance (1999) (Narada)
- Gypsy Fire (2000) (Narada)
- Guitar Greats: The Best of New Flamenco – Volume I (2000) (Baja/TSR Records)
- Narada Guitar 2: The Best of Two Decades (2000) (Narada)
- Buddha Bar III (2001)
- Tabu: Mondo Flamenco (2001) (Narada)
- Camino Latino / Latin Journey – Liona Maria Boyd (2002) (Moston)
- Guitar Greats: The Best of New Flamenco – Volume II (2002) (Baja/TSR Records)
- Best of Narada New Flamenco Guitar (2003) (Narada)
- Guitar Music For Small Rooms 3 (2004) (WEA)
- Gypsy Spice: Best of New Flamenco (2009) (Baja/TSR Records)
- The World of the Spanish Guitar Vol. 1 (2011) (Higher Octave Music)
- Guitar Greats: The Best of New Flamenco – Volume III (2013) (Baja/TSR Records)